# 恩特普賴斯鎮區 (內布拉斯加州瓦利縣)
恩特普賴斯鎮區（英語：Enterprise Township）是位於美國內布拉斯加州瓦利縣的一個行政鎮區。

## 地方資料
恩特普賴斯鎮區的面積為92.65平方千米，皆為陸地。根據2020年美國人口普查的數據，當地共有人口105人，而人口密度為每平方千米1.13人。